# NGC 4779
NGC 4779 (другие обозначения — UGC 8022, MCG 2-33-34, MK 781, ZWG 71.68, IRAS12513+0958, PGC 43837, HRS 276) — галактика в созвездии Девы.
В 2017 году в галактике вспыхнула сверхновая SN 2017cjb. Галактика относится к типу Sbc. В северо-восточной части диска галактики излучение в линии H-альфа покрывает большую его часть, а в юго-западной, которая удаляется, состоит лишь из отдельных пятен, таким образом, в этой части галактики кривая вращения определена неточно, а в северо-восточной части кривая вращения хорошо прослеживается заметно дальше эффективного радиуса.
Этот объект входит в число перечисленных в оригинальной редакции «Нового общего каталога».